# Prodromus Florae Novae Hollandiae et Insulae Van Diemen
Prodromus Florae Novae Hollandiae et Insulae Van Diemen (abreviado Prodr. Fl. Nov. Holland.) es un libro editado en 1810 de la flora de Australia por el botánico Robert Brown.   A menudo se le conoce como Prodromus Flora Novae Hollandiae, o por su abreviatura botánica  Prodr. Fl. Nov. Holland.. Este fue el primer intento de un estudio de la flora australiana. Donde describió más de 2040 especies, más de la mitad de las cuales fueron publicadas por primera vez.
El Prodromus  de Brown fue originalmente publicado como Volumen Uno, y después del Praemonenda (Prólogo), en la página de numeración comienza en la página 145. Las ventas del Prodromus eran tan escasas,  que Brown la retiró de la venta. Debido al fracaso comercial del primer volumen, las páginas 1 a 144 nunca fueron emitidas, y Brown nunca produjo los volúmenes adicionales que él había planeado.
En 1813, un libro de ilustraciones para el Prodromus fue publicado por separado por Ferdinand Bauer, bajo el título de Ferdinandi Bauer Illustrationes florae Novae Hollandiae sive icones generum quae in Prodromo florae Novae Hollandiae et Insulae Van Diemen descripsit Robertus Brown, que normalmente se conoce como Illustrationes Florae Novae Hollandiae. El Prodromus fue finalmente reeditado en 1819, y una segunda edición modificada ligeramente en 1821. En 1830, Brown publicó un corto suplemento del Prodromus, titulado Supplementum Primum Prodromi Florae Novae Hollandiae.